# Giovanni Francesco Bezzi
Pour les articles homonymes, voir Bezzi.
Giovanni Francesco Bezzi dit il Nosadella est un peintre italien et un graveur maniériste de l'école bolonaise actif entre 1530 et 1571.

## Biographie
Il a été l'élève de Pellegrino Tibaldi.
Il apparaît qu'il a voyagé à Rome.

## Œuvres

### Tableaux
Peu de ses tableaux ont une attribution certaine ; parmi eux, une Vierge à l'enfant avec des saints, peinte pour le sanctuaire de Santa Maria della Vita à Bologne, et une Circoncision (1571), peinte pour l'église de Santa Maria Maggiore et achevée par Prospero Fontana.
- Vierge à l'Enfant avec saints, Oratoire  Santa Maria della Vita à Bologne.
- Circoncision (1571), Santa Maria Maggiore de Bologne, tableau  complété par  Prospero Fontana.
- Sainte Famille avec saints (1560), J. Paul Getty Museum, Los Angeles.
- Présentation au temple, Allen Art Museum à l'Oberlin College, Ohio.
- Sainte Famille avec saint Jean baptiste (vers 1550-1560), Indianapolis Museum of Art, Indiana - Provenance Research Project.
- Vierge à l'Enfant, Norton Museum of Art, West Palm Beach, Floride.
- La sainte Famille avec les saintes Anne, Catherine et Madeleine.

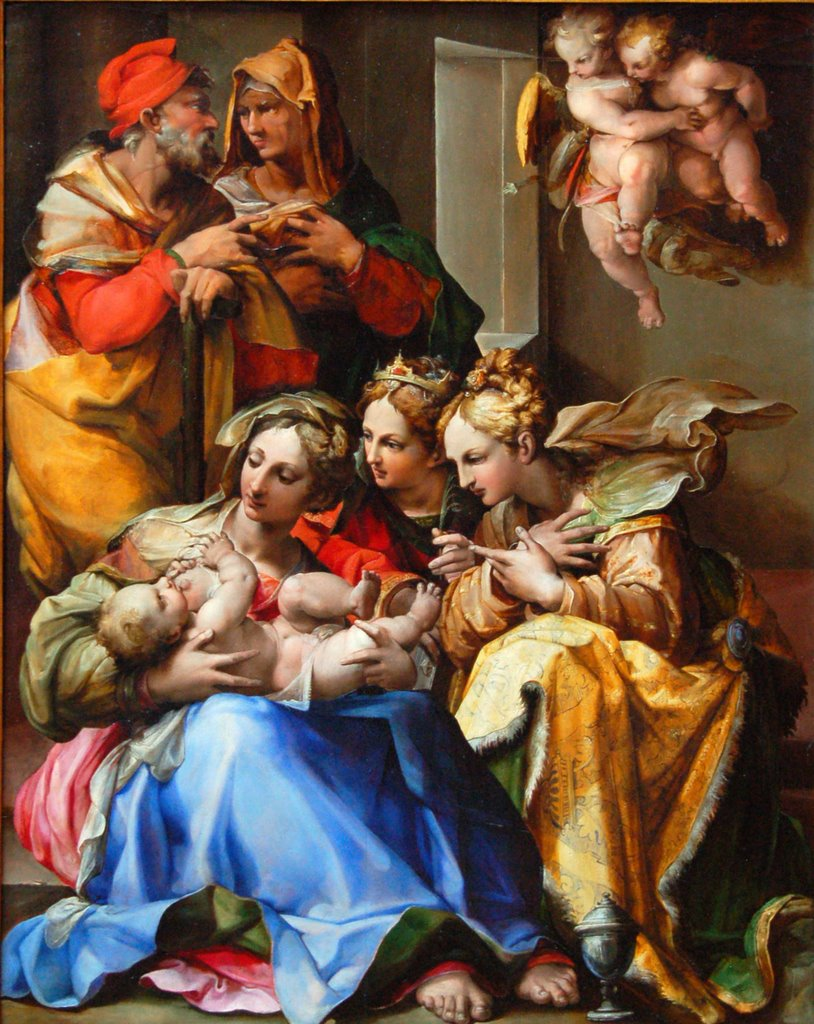
Sainte Famille avec saints.

### Dessins
- Cérès sur son char tiré par deux dragons, graphite, plume, encre noire, lavis brun et d'encre de Chine. H. 0,174 ; L. 0,186 m[1]. Paris, Beaux-Arts de Paris. Ce dessin représente Cérès, sur son char, dans un raccourci audacieux qui évoque un projet pour un décor profane. Les dragons, qui selon Ovide, tirent son char, se meuvent maladroitement sur leurs larges pattes et tournent, harcelés, leurs gueules béantes vers Cérès. Bezzi recourt à une technique qui lui est chère, celle du lavis d'encre de Chine, déposé avec légèreté au pinceau, repris par des traits de plume pour renforcer certains contours[2].